# The Nice
The Nice foi uma banda britânica de rock progressivo dos anos 1960, conhecida pela sua mistura única de rock, jazz e música erudita. O tecladista Keith Emerson formou o grupo e lançou o álbum de estreia, The Thoughts of Emerlist Davjack, sendo considerado por muitos como o primeiro álbum de rock progressivo. Além de Emerson, o grupo ainda contava com o baixista e vocalista Lee Jackson, o baterista Brian Davison e o guitarrista David O'List.

## História
A banda foi formada em maio de 1967 para servir de apoio à cantora de soul P.P. Arnold. Após algumas apresentações com Arnold durante meados do ano, os The Nice acabaram ganhando reputação própria. Em agosto, Davison substituiu o baterista original, Ian Hague. O primeiro álbum dos The Nice foi gravado ainda no mesmo ano. Trabalhos iniciais tendiam a um som música psicadélica, mas logo elementos mais ambiciosos vieram à tona. As influências clássicas e do jazz, manifestaram-se em citações musicais a Carl Philipp Emanuel Bach e Dave Brubeck.
No segundo single criaram um arranjo para America de Leonard Bernstein, que Emerson descreveu como a primeira música instrumental de protesto. A obra não só usa a peça de Bernstein como também inclui fragmentos da Sinfonia nº 9 de Antonín Dvořák.
O'List deixou o grupo durante a gravação do segundo álbum. Participou brevemente no grupo Jethro Tull após a saída de Mick Abrahams e numa  formação antiga dos Roxy Music antes de juntar-se aos Jet em 1973. A banda encontrou substitutos, sendo um deles Steve Howe antes de entrar para os Yes, mas decidiu posteriormente manter-se como um trio. O controle de Emerson sobre a direção musical  tornou-se ainda maior, resultando em trabalhos mais complexos. A ausência de uma guitarra na banda e a liderança do teclado de Emerson na banda tornou os The Nice uma banda bastante distinta de suas contemporâneas.
Os primeiros trabalhos do pianista francês Jacques Loussier e do quarteto de Charles Lloyd também podem ser vistos como influência da banda. Loussier criava arranjos de jazz a partir de obras clássicas, especialmente de Bach. Os The Nice apresentaram duas peças do repertório de Lloyd, Sombrero Sam e Sorcery. Parte do trabalho da banda era a transferência de invações dos artistas de jazz num som mais elétrico, o que também influenciou bandas como os The Who, Jimi Hendrix e os The Beatles. Outra influência foi Bob Dylan, cujas canções eram bastante famosas na época.
O segundo LP Ars Longa Vita Brevis apresentava arranjos da suíte Karelia, de Jean Sibelius, e o outro lado era um suíte com arranjos de um movimento de Johann Sebastian Bach. O grupo usou uma orquestra pela primeira vez em algumas partes da suíte.
As apresentações ao vivo da banda eram marcantes, principalmente por Emerson. Com seu órgão Hammond, realizava movimentos inspirados por Jimi Hendrix, Don Shin e Jerry Lee Lewis.
Durante uma longa e popular tournê que seguiu o lançamento do segundo álbum, o grupo chamou atenção do público com Emerson queimando uma bandeira dos Estados Unidos no palco durante uma apresentação de America.
O terceiro álbum apresentava num dos lados gravações da tournê pelos Estados Unidos e outro lado  materiais de estúdio. Por volta de 1969, Emerson não via mais nos seus colegas alguma possibilidade de atingir um maior grau técnico para alavancar a carreira do grupo, que ainda tinha um sucesso modesto. Durante a tournê americana que acontecia simultaneamente com a banda King Crimson, Emerson teve um encontro com o baixista Greg Lake nos bastidores de um show e conversaram sobre trabalhar juntos noutro projeto, o que culminou no fim dos The Nice e abriu caminho para a formação do Emerson, Lake & Palmer.
Um lançamento póstumo intitulado Elegy incluiu uma versão do trio para a Sinfonia Patética de Tchaikovsky e My Back Pages de Bob Dylan, ambas gravadas em estúdio, além de apresentações ao vivo de Hang on to a Dream e America durante a turnê de 1969 pelos Estados Unidos.
Após o fim da banda Lee Jackson formou o Jackson Heights, que lançou cinco álbuns entre 1970 e 1973. Brian Davison formou o Every Which Way, que lançou um álbum em 1970. Tanto Jackson quanto Davison formaram os Refugee com o teclista suíço Patrick Moraz em 1974, mas separaram-se novamente quando Moraz foi convidado a  juntar-se aos Yes, substituindo Rick Wakeman.
Os The Nice foi reformulado em 2002 para uma série de concertos. A voz de Jackson já estava deteriorada, mas o instrumental dos integrantes ainda estava excepcional.

## Integrantes
- Keith Emerson - órgão, piano
- Keith "Lee" Jackson - baixo, guitarra e vocal
- David O'List - guitarra, trompete e vocal (1967-1968)
- Brian "Blinky" Davison - bateria e percussão

## Discografia

### Álbuns
- The Thoughts of Emerlist Davjack (Immediate, 1968)
- Ars Longa Vita Brevis (Immediate, 1968)
- Elegy (The Nice album) / Everything As Nice As Mother Makes It (Immediate, 1969)
- Five Bridges (Charisma, 1970)
- Elegy (The Nice album) (Charisma, 1971)
- Vivacitas (Sanctuary, 2004)

### Singles
- Thoughts Of Emerlist Davjack/Azrael (Angel Of Death) (Immediate, 1967)
- America/Diamond Hard Blue Apples Of The Moon (Immediate, 1968)
- Brandenburger/Happy Freuds (Immediate, 1968)
- Diary Of An Empty Day/Hang On To A Dream (Immediate, 1969)
- Country Pie/Brandenburg Conc. #6/One Of Those People (Charisma, 1969)

### Compilações
- The Best of The Nice (EMI/Immediate, 1971)
- Autumn '67 - Spring '68 (Charisma, 1972)
- Keith Emerson with The Nice (Mercury, 1972)
- In Memoriam (Immediate, 1973)
- Hang On To A Dream (EMIDisc, 1974)
- The Immediate Years (Sire, 1975)
- Amoeni Redivivi (NEMS/Immediate, 1976)
- Greatest Hits (NEMS/Immediate, 1977)
- Greatest Hits (Big Time, 1988)
- The Immediate Years(3-CD Boxed Set) (Charly, 1995)
- Here Come The Nice - The Immediate Anthology (3-CD Boxed Set) (Castle Communications, 2002)